# 克里斯蒂娜·瑪格達萊娜 (普法爾茨-茨韋布呂肯-克萊堡)
克里斯蒂娜·瑪格達萊娜（德語：Christine Magdalena；1616年5月27日—1662年8月14日），巴登-杜拉赫藩侯夫人，瑞典國王卡爾十世·古斯塔夫的姐姐。

## 家庭
1642年，克里斯蒂娜·瑪格達萊娜與巴登-杜拉赫的腓特烈結婚，兩人共有2子2女：
1. 克里斯蒂娜（1645年—1705年）
2. 腓特烈·馬格努斯（1647年—1709年）
3. 卡爾·古斯塔夫（英语：Charles Gustav of Baden-Durlach）（1648年—1703年）
4. 約翰娜·伊莉莎白（1651年—1680年）